# فرودگاه شهرستان بردفورد
فرودگاه شهرستان بردفورد (به انگلیسی: Bradford County Airport) یک فرودگاه همگانی بهره‌برداری هوایی است که یک باند فرود آسفالت دارد و طول باند آن ۱۳۱۱ متر است. این فرودگاه در کشور ایالات متحده آمریکا قرار دارد و در ارتفاع ۲۲۳ متری از سطح دریا واقع شده‌است.